# Eliška Jansová
Eliška Jansová (* 13. října 1992 Praha) je česká divadelní, filmová a dabingová herečka, členka souboru Divadla F.X. Šaldy v Liberci.

## Životopis
Od dětství se věnuje hře na různé hudební nástroje – flétnu, klavír, saxofon a klarinet. Zpívala ve sboru, navštěvovala dramatický kroužek a vyzkoušela snad všechny druhy tance – od baletu, stepu, lidového a společenského tance, přes flamenco, výrazový tanec a akrobacii až po taneční divadlo.
Herecké sklony projevovala již odmala a toužila studovat herectví na konzervatoři. Rodiče však její rozhodnutí nepodpořili, a tak po ukončení základní školy nastoupila na Gymnázium Christiana Dopplera na Malé Straně, zaměřené na matematiku a fyziku.
Po maturitě byla přijata na DAMU, obor činoherní herectví. Již během studia hostovala na několika pražských scénách – v Divadle DISK, Divadle U Valšů, Divadle v Dlouhé, Činoherním klubu a v Divadle Viola. Zahrála si také v příbramském Divadle Antonína Dvořáka.
Od divadelní sezóny 2016/2017 je stálou členkou činohry Divadla F. X. Šaldy v Liberci.
Televizní diváci ji mohou znát z pohádky Princezna a písař, ze šestidílného seriálu Bohéma, nebo jako princeznu Verunku z pohádky Svatojánský věneček, kde mimo jiné uplatnila i své matematické schopnosti.
Objevila se také v několika televizních reklamách – například ve známém spotu na Kofolu s replikou „My se jako máme?“ z roku 2015, a od roku 2022 ztvárňuje hlavní roli v kampani pro BAUHAUS, kde se po boku Vojty Kotka objevuje jako vyrovnaná manželka v humorných scénkách z domácnosti.
Je členkou divadelní kapely NE-KLIŠÉ divadla F. X. Šaldy. Tahle kapela hraje ve složení Ondřej Kolín, Eliška Jansová, Stavros Pozidis, Filip Jáša a jako hosté se přidávají Bára Bezáková, Jaroslav Němec a Martin Stránský. Slyšet je můžete během divadelních představeních například Nikola Šuhaj a dalších. Taky vystupují na libereckých divadelních slavnostech. Jejich písničky jsou k poslechnutí na Youtube kanálu kapely. A 30. června vyšla Elišce sólová písnička s názvem Vlny.
A aby toho nebylo málo, taky vede dětské Herecké studio u divadla F. X. Šaldy a pro dospělé vytváří zajímavé workshopy na různá témata od herecké mluvy, přes pohybové divadlo, jak pracovat s trémou až po prohlídky divadel. 

## Filmografie
| Název díla                 | Rok  | Role                                        | Poznámka          |
| Princezna a písař          | 2014 | dvorní dáma Nicoleta                        | Televizní pohádka |
| Svatojánský věneček        | 2015 | princezna Verunka                           | Televizní pohádka |
| Specialisté                | 2017 |                                             | Televizní seriál  |
| Bohéma                     | 2017 | Soňa Grossová                               | Televizní seriál  |
| Dvě nevěsty a jedna svatba | 2018 | asistentka režie                            | Film              |
| Boží mlýny                 | 2020 | Markéta Stránská - investigativní novinářka | Televizní seriál  |
| Ulice                      | 2020 | Marta Pařízková                             | Televizní seriál  |
| Polda                      | 2021 | Aneta Domanská                              | Televizní seriál  |
| Indián                     | 2022 | Recepční - dívka Marka                      | Film              |
| Táta v nesnázích           | 2023 | Dorka Bílá                                  | Televizní seriál  |

## Divadelní role
Divadlo v Dlouhé
- Tři mušketýři (prem.: 21.4.2012, uváděno do: prosinec 2015)

Divadlo Na Fidlovačce
- Srnky (prem.: 26.4.2019, uváděno do: únor 2023)

Divadlo U Valšů
- Polib tetičku aneb Nikdo není bez chyby (prem.: 12.10.2015, uváděno do: současnost)
- Slepá láska (prem.: 27.3.2018, uváděno do: prosinec 2019 (v Praze), rok 2020 (na zájezdech))

Divadlo DISK [katedra činoherního divadla]
- Rituální vražda Gorge Mastromase (prem.: 3.4.2015, uváděno do: září 2016)
- Povídky z vídeňského lesa (prem.: 18.9.2015, uváděno do: červen 2016)
- Opilí (prem.: 20.11.2015, uváděno do: červen 2016)
- Racek (prem.: 29.1.2016, uváděno do: červen 2016)

Divadelní spolek Kašpar
- Opilí (prem.: 30.9.2016, uváděno do: leden 2019 (v Praze), duben 2019 (na zájezdech))

Divadlo NaHraně
- Obtížný problém (prem.: 29.4.2016, uváděno do: květen 2016)

Divadlo A. Dvořáka Příbram [hlavní scéna]
- Sen noci svatojánské (prem.: 25.2.2016, uváděno do: září 2016)
- Goldoniáda (prem.: 2.6.2016, uváděno do: březen 2017)

Kulturní portál.cz
- Princové jsou na draka (prem.: 11.4.2015, uváděno do: současnost)
- A do pyžam! (prem.: 2.7.2019, uváděno do: současnost)

Divadlo F. X. Šaldy Liberec [Šaldovo divadlo]
- Zamilovaný Shakespeare (prem.: 27.1.2017, uváděno do: duben 2019), role: Viola de Lesseps
- Don Juan (prem.: 21.4.2017, uváděno do: květen 2018), role: "Claire" z Liberce
- Ženy na pokraji nervového zhroucení (prem.: 2.2.2018, uváděno do: rok 2020), role: Mladá Lucía, Rozálie, tanečnice
- Úklady a láska (prem.: 15.6.2018, uváděno do: duben 2019), role: Luisa, jejich dcera
- Jakub a jeho pán (prem.: 21.6.2019, uváděno do: rok 2020), role: Agáta, Dcera
- Vražda v Orient expresu (prem.: 31.1.2020, uváděno do: květen 2025), role: Hraběnka Andrenyi
- Semafor (prem.: 18.6.2021, uváděno do: červen 2024)
- Nikola Šuhaj (prem.: 17.6.2022, uváděno do: březen 2025), role: Vasja a další
- Marie Antoinetta (prem.: 27.1.2023, uváděno do: současnost), role: Jolanda de Polignac
- Želary (prem.: 28.4.2023, uváděno do: březen 2025), role: Marenina Irča
- Liebeřeč (prem.: 20.10.2023, uváděno do: duben 2025), role: Frida Hawlik
- Gazdina roba (prem.: 26.1.2024, uváděno do: květen 2025), role: Zuzka, podruhyně
- Mezi nebem a zemí (prem.: 14.6.2024, uváděno do: současnost), role: Flic Willisová
- West Side Story (prem.: 7.2.2025, uváděno do: současnost), role: Rosalia
- Nebezpečné známosti (prem.: 13.6.2025, uváděno do: současnost), role: Paní de Tourvel

Divadlo F. X. Šaldy Liberec [Malé divadlo]
- Srnky (prem.: 2.10.2014, uváděno do: prosinec 2021), role: Srnka Soňa
- Princové jsou na draka (prem.: 12.4.2015, uváděno do: duben 2018), role: Princezny
- Atomová kočička (prem.: 14.10.2016, uváděno do: červen 2022), role: Bety
- Mučedník (prem.: 6.10.2017, uváděno do: březen 2019), role: Lydia Weber, žákyně
- Konec starých časů (prem.: 13.4.2018, uváděno do: květen 2019), role: Dana, medička
- SIALská trojčata (prem.: 5.10.2018, uváděno do: březen 2024), role: Múza, Řeka Nisa
- Mikve (prem.: 7.12.2018, uváděno do: rok 2020), role: Eliševa
- Ujetá ruka (prem.: 12.4.2019, uváděno do: rok 2020), role: Marilyn
- Hárún a moře příběhů (prem.: 6.12.2019, uváděno do: rok 2020), role: Udatná stránka Mluvka
- Sylva (prem.: 11.9.2020, uváděno do: březen 2023), role: Dívka
- Burian (prem.: 27.5.2021, uváděno do: současnost)
- Společenstvo vlastníků (prem.: 22.8.2021, uváděno do: listopad 2024), role: Paní Bernášková
- Obsluhoval jsem anglického krále (prem.: 8.10.2021, uváděno do: prosinec 2023), role: Kočka, Jaruška, Slečna Mici a další
- Alois Nebel (prem.: 4.2.2022, uváděno do: květen 2023), role: Maminka, Zabitá
- Tartuffe (prem.: 7.10.2022, uváděno do: únor 2025), role: Mariana
- Komedie o narození Páně (prem.: 2.12.2022, poslední uvedení: prosinec 2025), role: Anděl
- Světáci (prem.: 16.6.2023, uváděno do: současnost), role: Sousedka, Slečna Vašutová, Michelinská slečna